# Палм Вали (Тексас)
Палм Вали (енгл. Palm Valley) град је у америчкој савезној држави Тексас. По попису становништва из 2010. у њему је живело 1.304 становника.

## Демографија
Према попису становништва из 2010. у граду је живело 1.304 становника, што је 6 (0,5%) становника више него 2000. године.
| Група             | 2000.         | 2010.       |
| Белци             | 1.100 (84,7%) | 957 (73,4%) |
| Афроамериканци    | 5 (0,4%)      | 8 (0,6%)    |
| Азијати           | 14 (1,1%)     | 9 (0,7%)    |
| Хиспаноамериканци | 164 (12,6%)   | 307 (23,5%) |
| Укупно            | 1.298         | 1.304       |